# Asura discistriga
Asura discistriga là một loài bướm đêm thuộc phân họ Arctiinae, họ Erebidae.